# Derrick Zimmerman
Pour les articles homonymes, voir Zimmerman.
Derrick Zimmerman, né le 2 décembre 1981 à Monroe, aux États-Unis, est un joueur américain de basket-ball. Il évolue aux postes de meneur et d'arrière.

## Distinction
- Meilleur défenseur de NBA Development League 2005 et 2006